# Physematia
Physematia is een geslacht van vlinders van de familie van de grasmotten (Crambidae), uit de onderfamilie van de Spilomelinae. De wetenschappelijke naam voor dit geslacht is voor het eerst gepubliceerd in 1863 door Julius Lederer. Lederer beschreef ook de eerste soort uit het geslacht, Physematia concordalis uit de Nicobaren, die als typesoort is aangeduid.

## Soorten
- P. concordalis Lederer, 1863
- P. defloralis Strand, 1919